# Lingua italiana in Australia
La lingua italiana in Australia si è diffusa notevolmente a partire dal secondo dopoguerra, in virtù della massiccia emigrazione italiana in Australia. Nel 2011 risiedevano nel Paese 916.121 cittadini di origine italiana; tra questi, 185.402 sono nati in Italia . La lingua italiana è stata da sempre la lingua comunitaria più diffusa e, nonostante il numero dei suoi parlanti abbia iniziato a decrescere dagli anni Ottanta, è riuscita a mantenere il primato fino al primo decennio del XXI secolo (2006). Dal 2011 infatti la lingua comunitaria più diffusa nel Paese è il mandarino, mentre l'italiano è sceso al secondo posto e sembra destinato a dover cedere il passo alle lingue delle comunità di più recente immigrazione. In Australia la lingua italiana è oggetto di insegnamento nelle scuole di ogni ordine e grado, oltre che nei corsi di lingua e cultura italiana.

## La lingua della comunità italo-australiana

### Storia dell'emigrazione italiana in Australia
Si stima che nel 1870 la presenza italiana in Australia si aggirasse sul migliaio di individui e che, nel 1880, gli italiani fossero circa 2.000, la metà dei quali concentrati nel Victoria. Intorno al 1900, in seguito alla scoperta di nuovi giacimenti auriferi, il numero si accrebbe fino alle 6.000 unità. I lavoratori italiani erano impiegati come minatori nei giacimenti d'oro e d'argento dell'Australia Occidentale, del Victoria, del Nuovo Galles del Sud, e come braccianti nei campi di canna da zucchero nello stato del Queensland. La presenza italiana, che si accrebbe lentamente fino alla prima guerra mondiale, conobbe un notevole incremento a partire dagli anni Venti, in seguito ai due provvedimenti di «quota» con i quali gli Stati Uniti limitarono gli ingressi italiani nel Paese americano. Dal 1921 al 1947 il numero degli italiani in Australia aumentò del 365%, da 7.250 a 33.700. Nel 1933 quella italiana divenne la comunità non anglo-celtica più numerosa d'Australia.
Nel secondo dopoguerra, l’Italia, come altri paesi d’Europa, incoraggiò per ragioni economiche l’emigrazione e questo incoraggiamento venne a coincidere favorevolmente con le politiche del governo australiano volte alla crescita demografica e al superamento della scarsità di manodopera nel Paese. Tra il 1947 e il 1966 si assiste così alla massiccia emigrazione italiana in Australia. Gli italiani in Australia nel 1954 erano 119.897 e in cinque anni il loro numerò quasi raddoppiò, dal momento che nel 1961 la presenza italiana constava di 228.296 unità. Dal 1966 al 1971 la crescita fu molto più lenta, da 267.325 a 289.476 individui nati in Italia, e dai dati raccolti nel 1976 si può notare un calo, poi confermato dal censimento del 1981, dovuto all'invecchiamento della prima generazione, ai rientri in Italia e alla brusca interruzione dell'emigrazione italiana.
Dai dati raccolti dal censimento del 2011 dell'Australian Bureau of Statistics, i cittadini di nascita italiana risultavano essere 185.402 mentre coloro che hanno dichiarato di avere origini italiane sono 916.121, il 3,3% della popolazione totale, dato che conferma il primato italo-australiano, raggiunto nel 1933, di comunità non anglo-celtica più numerosa del Paese.
Sul versante della lingua italiana in Australia, dagli anni Ottanta ad oggi  si è assistito ad un inesorabile calo del numero dei parlanti. Nel 1983 si stimava che 555.300 individui (il 3,9 % della popolazione australiana) parlassero italiano; dal censimento del 1991 emerse che la lingua italiana veniva utilizzata in ambiente domestico da 409.480 persone (il 2,6% della popolazione) che si sono ridotte a 353.605 nel 2001; il censimento del 2006 è l'ultimo che ha registrato il primato dell'italiano come lingua comunitaria più diffusa in Australia con 326.894 parlanti (1,6% della popolazione); nel 2011 la lingua italiana è scesa al secondo posto, dal momento che 299.834 (1,4% della popolazione) individui hanno affermato di parlare italiano in casa (oltre all'inglese), contro i 336.410 che parlano il mandarino.

Il calo nell'uso dell'italiano e la crescita delle lingue delle comunità di più recente immigrazione è ben visibile in questa tabella che confronta i dati censiti nel 2006 con quelli del 2011:
| Lingua parlata in casa (oltre all'inglese) | 2011    | %   | 2006    | %   |
| ------------------------------------------ | ------- | --- | ------- | --- |
| Mandarino                                  | 336.410 | 1,6 | 220.604 | 1,1 |
| Italiano                                   | 299.834 | 1,4 | 316.894 | 1,6 |
| Arabo                                      | 287.174 | 1,3 | 243.662 | 1,2 |
| Cantonese                                  | 263.673 | 1,2 | 244.558 | 1,2 |
| Greco                                      | 252.217 | 1,2 | 252.227 | 1,3 |

Se consideriamo che l'emigrazione a catena verso l'Australia, cominciata nel secondo dopoguerra, portò molti italiani a stabilirsi nei territori dove si erano già insediati i loro connazionali dei precedenti flussi migratori e che le zone di provenienza rimasero all'incirca le stesse, risulta del tutto naturale la concentrazione di grandi comunità italo-australiane formate da immigrati calabresi, siciliani, veneti, campani, friulani e abruzzesi  e dai loro discendenti, negli stati del Nuovo Galles del Sud, del Victoria e dell'Australia Occidentale.

### Caratteristiche delle generazioni di italo-australiani
Gli studi linguistici sulla comunità italiana in Australia sono stati condotti su diversi livelli e, sul piano diacronico, hanno interessato le diverse generazioni di parlanti di origine italiana (prima, seconda e terza generazione), le quali si differenziano nettamente tra di loro per la peculiarità e l'intensità di alcuni fenomeni linguistici che si riscontrano al loro interno. Tuttavia, è bene precisare che, anche all'interno di una singola generazione, la situazione linguistica appare sempre e comunque eterogenea, benché vi siano presenti dei tratti comuni che ne permettono la distinzione dalla situazione linguistica delle altre.

#### La prima generazione
Gli italiani immigrati in Australia prima della seconda guerra mondiale si insediarono nelle zone rurali, dal momento che venivano impiegati nel settore agricolo, in continuità con il mestiere che svolgevano in patria; una minoranza, stabilitasi nei centri urbani, trovò un'occupazione nei settori del commercio, della ristorazione e dell'artigianato. Dal punto di vista linguistico, questi immigrati erano quasi esclusivamente dialettofoni e l'italiano era “presente come immagine di una lingua più che come competenza e uso” nel loro spazio linguistico.
Chi emigrava dall'Italia tra gli anni Cinquanta e gli anni Sessanta, nel periodo del picco delle partenze italiane per l'Australia, partiva dai piccoli centri rurali delle zone più povere d'Italia sotto la spinta del bisogno economico, in maniera non dissimile dagli emigrati dei decenni precedenti. Questi italiani sono partiti perlopiù analfabeti, dialettofoni e con una padronanza dell'italiano nelle sue varietà regionali e popolari, nonostante in patria siano già entrati in contatto con la lingua italiana tramite la scuola e le neonate trasmissioni radiofoniche e televisive.
Invece chi è arrivato in Australia dall'Italia tra la seconda metà degli anni Sessanta e i primi anni Settanta,  nel periodo del calo e dell'interruzione dell'immigrazione italiana nel paese oceanico, emigrava non tanto a causa di gravi condizioni economiche, quanto spinto dal desiderio di arricchirsi di nuove e proficue esperienze. Si trattava di poche migliaia di italiani più preparati socialmente e politicamente, con titoli di studio più avanzati (alcuni sono diplomati o laureati). Questo nuovo tipo di emigrante italiano, più preparato rispetto ai suoi connazionali dell'emigrazione precedente, ha avuto un'influenza positiva sulla comunità italo-australiana, attirandone l'attenzione su temi di interesse socioculturale.
Tuttavia, proprio a causa delle differenze con il resto dei suoi connazionali, il nuovo tipo di emigrante è quello che più velocemente si è distaccato dalla comunità italo-australiana, perdendo i legami coesivi e abbandonando le aree tradizionalmente abitate dalla comunità. Gli immigrati degli anni Sessanta sono più italofoni e più alfabetizzati, soprattutto in virtù del calo dell'abbandono scolastico. Tuttavia, dal momento che il numero di questi emigrati più colti è stato molto più esiguo rispetto alla maggioranza di coloro che partirono dall'Italia nei due decenni precedenti, si può affermare che la comunità formata dalla prima generazione di italiani in Australia, era in larga parte dialettofona e analfabeta.
Ne consegue che, fin dal momento dell'arrivo in ambiente anglofono, la situazione linguistica degli immigrati è venuta a complicarsi sia “per il reciproco contatto fra dialetti e italiani di provenienza regionale eterogenea” sia a causa del contatto linguistico con l'inglese d'Australia. Il fenomeno linguistico che più vistosamente ha interessato la prima generazione è quello dell'interferenza linguistica che i dialetti e gli italiani regionali hanno subìto da parte della lingua inglese.

#### La seconda generazione
Gli italo-australiani di seconda generazione hanno sviluppato il bilinguismo tipico delle nuove generazioni delle minoranze etniche, il quale consiste nel “processo di acquisizione della madrelingua nel contesto dell'apprendimento di una seconda lingua”. Questi soggetti hanno acquisito l'italiano o, molto più spesso, il dialetto dei genitori in ambiente domestico e all'interno della comunità italo-australiana; tramite la scuola e le interazioni al di fuori della comunità essi hanno appreso l'uso della lingua inglese che è divenuta la loro prima lingua.
Per quanto riguarda la lingua utilizzata nelle interazioni famigliari, gli studi condotti sui parlanti italo-australiani di seconda generazione hanno rilevato che questi utilizzano la lingua della comunità soltanto con i membri più anziani, mentre la lingua inglese è dominante quando la comunicazione avviene con parenti coetanei o più giovani. È con questa generazione di italo-australiani che si è maggiormente avviato il progressivo processo di abbandono della lingua italiana, sostituita da quella inglese (linguistic shift). L'italiano dei parlanti di seconda generazione è andato incontro, in misura molto maggiore rispetto a quello dei loro genitori, ai fenomeni dell'interferenza e dell'erosione linguistica.

#### La terza generazione
Come per le due generazioni precedenti, anche per la terza generazione di italo-australiani il repertorio linguistico si compone di varietà regionali dell'italiano, dialetto e lingua inglese. L'utilizzo ridotto dell'italiano all'interno della comunità, connesso con la crescente esogamia degli italo-australiani di seconda generazione e con la volontà di questi di non trasmettere ai figli la lingua dei padri (il dialetto più che l'italiano, nella maggior parte dei casi), ha fatto sì che la terza generazione sia venuta a contatto con le varietà dell'italiano in famiglia soltanto attraverso i membri anziani della prima generazione.
Dal trilinguismo della prima generazione (dialetto, italiano, nuova lingua si è passati al monolinguismo della terza, i cui individui parlano soltanto la lingua inglese e hanno una competenza nulla o passiva dell'italiano, che nel loro spazio linguistico si configura come una L2 da acquisire.

### Politiche del governo australiano
Almeno fino agli anni Sessanta del XX secolo l'Australia si considerava «una semplice variazione sul tema della tradizione britannica, e non riconosceva nella caratterizzazione della propria nazionalità altri tratti etnici o valori culturali che quelli britannici» . Fino alla Seconda guerra mondiale il Paese era rimasto saldamente monolingue e si preferiva l'immigrazione di matrice anglosassone rispetto a quella proveniente dagli altri paesi d'Europa. Con la fine della Seconda guerra mondiale le politiche relative all'immigrazione mutarono notevolmente. Il Paese aveva una popolazione di appena 7.580.820 abitanti nel 1947 e necessitava di persone da ogni parte d'Europa per espandersi e svilupparsi: lo  slogan “populate or perish” fu coniato in quegli anni dal Ministro per l'Immigrazione Arthur Calwell. Il 29 marzo 1951 il governo australiano siglò un accordo sull'emigrazione assistita con quello italiano.
La politica di integrazione intrapresa dal governo australiano fu dapprima di tipo assimilazionista. Nel 1966 l'allora Ministro dell'Immigrazione Hubert Opperman dichiarò: «Il nostro obiettivo principale sull'immigrazione è quello di raggiungere una popolazione totalmente integrata e prevalentemente omogenea». Questo programma di assimilazione fallì, sia per l'ostinazione di molti membri gruppi di minoranza che rifiutavano di essere assimilati, sia per l'opposizione della maggioranza anglosassone all'integrazione delle minoranze etniche e culturali.
Dagli anni Settanta in poi l’Australia si avviò verso la cosiddetta «fase del multiculturalismo», ed è in questa fase che, con l’elaborazione di misure politiche a sostegno di una società multiculturale, «la preservazione e la diffusione della lingua delle minoranze si sono imposte come diritti». È in questi anni che l'insegnamento delle lingue in Australia si è aperto alle lingue parlate nelle comunità del Paese. In questo clima di apertura, nel 1973 fu introdotto il Telephone Interpreter Service (TIS) per provvedere alle diversità delle lingue nelle quali erano richiesti i servizi. Dagli anni Ottanta è sempre stato rispettato il diritto di conservazione e di apprendimento delle lingue comunitarie d'Australia. Nel 2006 le lingue disponibili all'esame di maturità su scala nazionale erano 45.

### La stampa in lingua italiana
La stampa etnica della minoranza italiana in Australia ha avuto, fin dalla pubblicazione delle prime testate d'emigrazione, una funzione di “sviluppo e di coesione della singola comunità”, ed è stata un importante strumento di opposizione alla politica assimilazionista del Paese oceanico; per questo motivo la stampa italiana ha avuto una parte importante nel mantenimento della lingua italiana all'interno della comunità e nell'incoraggiamento al suo utilizzo. Il primo giornale italiano, «L'Italo-Australiano» , di ispirazione socialista, uscì in edicola a Sydney il 12 gennaio 1885 e la sua pubblicazione si interruppe nel giugno dello stesso anno. Altri tre giornali si succedettero tra i primi anni del Novecento e la Prima guerra mondiale e i loro nomi erano «Uniamoci», «Oceania» e «L'Italo-Australiano».
La stampa del primo dopoguerra cercò di intraprendere un'attività editoriale su base industriali. Il progetto fallì perché all'epoca non v'era in Australia una presenza di italiani sufficiente per permetterne lo sviluppo; inoltre si assisteva in quegli anni a un processo di deterioramento della lingua italiana a causa dell'alto tasso di dialettofonia degli italiani e dell'interferenza reciproca tra dialetti e lingua inglese.
Con l'avvento del fascismo in Italia, anche la stampa d'emigrazione divenne uno strumento di propaganda e di irregimentazione della comunità, tanto più in un paese come l'Australia, nel quale la maggioranza politica di tendenza liberal-nazionalista aveva dato il suo consenso al regime superconservatore e anticomunista di Mussolini. Dalla seconda metà degli anni Venti si assiste alla comparsa di molte testate di stampa fascista: l'«Italo-Australian» e «Il Littorio» di Sydney; «L'Eco d'Italia” di Townsville (Queensland); «La Stampa Italiana» di Perth; «L'Italiano» di Brisbane; «Il Giornale Italiano» di Sydney. Alla fascistizzazione della comunità italiana in Australia, i circoli anti-fascisti risposero con la pubblicazione di giornali d'opposizione al regime. Si ricordano «Il Risveglio» (1 Luglio-23 agosto 1927), pubblicato dalla Lega Antifascista di Sydney ; «La Riscossa» (1929-1932), giornale del Club Matteotti di Melbourne; «Avanguardia Libertaria» (1930-1932), di ispirazione anarchica. Con l'inizio della Seconda guerra mondiale venne proibita la stampa etnica.
Nel periodo della massiccia immigrazione italiana in Australia, fecero la loro comparsa in edicola due giornali che sono ancora adesso i mezzi a stampa in lingua italiana più importanti d'Australia. «La Fiamma» di Sydney, fondato dai missionari Cappuccini alla fine degli anni Quaranta, è acquistabile nel Nuovo Galles del Sud, nel Queensland e nel Territorio della Capitale Australiana (nota consolato). «Il Globo» di Melbourne, fondato nel 1959, è attualmente il giornale italiano più diffuso ed è venduto negli Stati del Victoria, dell'Australia Meridionale, dell'Australia Occidentale e del Territorio del Nord.
A Sydney, dal 2017 è pubblicato il periodico quindicinale «Allora!» con notizie comunitarie e approfondimenti, con articoli in italiano e in inglese.
Oltre alla carta stampata, l'informazione in lingua italiana è offerta da due stazioni radiofoniche (SBS Radio e Rete Italia) e da due stazioni televisive (SBS Television e Rai Internazionale).

## Analisi linguistica
Gli studi sull'italiano come lingua di contatto in Australia sono cominciati alla fine degli anni Sessanta, quando la presenza italiana nel Paese si era ormai fatta considerevole. Le principali aree di indagine sulle quali si sono concentrate le ricerche sulla lingua italiana in Australia, con l'utilizzo prevalente di strumenti e metodologie della sociolinguistica e della psicolinguistica, sono quelle dell'interferenza linguistica, dell'erosione linguistica e del linguistic shift.

### Interferenza linguistica
I primi studi atti a misurare l'impatto dell'inglese (lingua dominante) sulla lingua italiana (lingua subalterna) della prima generazione hanno rilevato la presenza di prestiti lessicali inglesi adattati nella lingua degli immigrati e di alcuni calchi semantici. Dagli anni Ottanta, con la comparsa della seconda generazione di italo-australiani, all'interferenza di tipo lessicale si è aggiunta quella di tipo sintattico e pragmatico.

#### Prestiti lessicali
Per quanto riguarda l'adattamento morfologico dei prestiti, gli aggettivi solitamente rimangono invariabili; i nomi spesso acquistano la vocale paragogica che ne segna il genere e il numero; i verbi vengono declinati nella prima generazione (-are).
Molti elementi inglesi passano nella lingua italiana a causa dell'assenza del termine corrispondente in quest'ultima. Tralasciando l'ovvio trasferimento dei toponimi foneticamente e graficamente adattati in italiano, vengono presi  in prestito i termini che si riferiscono alla nuova realtà, come quelli che designano misure di volume e di lunghezza (per es. pint > painta, «pinta»; yard > iarda; penny > pennì) o concetti e cose che non esistono in Italia (per es. income tax > incantèsimo, «tassa sul reddito»; mister > mìsta, «signore»; milk bar > mìlchibar, «latteria».
Altri termini vengono presi in prestito anche se esiste il termine corrispondente in italiano. In questo caso il trasferimento avviene sia  perché “il nuovo ambiente introduce cose famigliari alla vita e al lessico italiano, ma non famigliari alla maggioranza degli emigrati” (per es. barrister > bàrista, «avvocato»; manager > manèga, «dirigente»; share > scèra, «azione di un’azienda commerciale»), sia  perché le voci che si riferiscono ai vari aspetti della vita quotidiana vengono utilizzate in dialetto dagli immigrati e quindi, nella comunicazione tra oriundi italiani provenienti da regioni differenti, il prestito si rende necessario per colmare una lacuna lessicale (per es. butcher > buccia, «macellaio»; pipe-layer > pappellàio, «montatore di tubi, idraulico»; bunch of bananas > banciabanàne, «mazzo di banane»; ice-cream > aiscrìma, «gelato»).
Con  la comparsa della seconda generazione di italo-australiani, i prestiti lessicali hanno cominciato ad entrare nella lingua italiana senza adattamento. Inoltre, la seconda generazione dimostra un uso inconsapevole dei prestiti ereditati dai padri: senza una verifica dell'italiano di scuola o d'Italia, i parlanti credono di utilizzare un termine italiano quando, in realtà, si tratta di un prestito.

#### Calchi semantici
Il fenomeno dei calchi semantici si manifesta tra gli immigrati con buona conoscenza di ambedue le lingue e spesso è presente nella stampa italo-australiana. 

Alcuni esempi:
- il sostantivo applicazione viene ad assumere anche il significato di «domanda», per l'influenza dell'inglese application;
- Metter dentro viene utilizzato nell'accezione di «consegnare», per l'influenza dell'espressione to put in;
- parenti, su influsso dell'inglese parents, viene ad assumere il significato  di «genitori», e relativi prende il significato inglese del termine relatives, che è quello di «parenti».

#### Interferenza sintattica e pragmatica
Con la seconda generazione, si assiste all'ingresso nell'italiano d'Australia di prestiti sintattici e pragmatici dalla lingua inglese.
A titolo d'esempio, si può riportare una frase emersa da un'intervista e trascritta da Camilla Bettoni in uno dei suoi numerosi studi sulla lingua italiana in Australia:
- E di nome come si chiama? 

Il mio nome è andreino / A N D R E I N O
Si può notare come il parlante, nel rispondere alla domanda, trasponga nell'italiano un costrutto sintattico («my name is») e una regola pragmatica tipicamente inglesi.

### Erosione linguistica
Nella lingua degli immigrati, accanto al fenomeno dell'interferenza linguistica, si registra quello dell'erosione linguistica. Un'importante analisi, condotta tra cinque famiglie di Sydney da Bettoni, ha dimostrato in che misura le strutture della lingua italiana, ancora ben salde nella prima generazione, si indeboliscano tra i parlanti della seconda generazione italo-australiana; la studiosa, applicando un paradigma elaborato dal linguista Talmy Givòn, ha altresì portato alla luce come questo processo linguistico si intensifichi all'interno della seconda generazione, lungo un continuum di erosione che va dai primogeniti ai fratelli minori.
Alcuni aspetti dell'erosione dell'italiano in Australia riscontrati tra i parlanti di seconda generazione:
- I sostantivi che terminano in -e vengono solitamente sentiti come di genere maschile (el capitale [Canberra]), quando non vengono morfologicamente assimilati alle categorie di genere (l'ambiento) e numero (THanTe pHarte) più familiari;
- Per quanto riguarda gli articoli, viene meno la distinzione tra gli allomorfi dell'articolo determinativo (li giorni; i zocoli). L'articolo viene quasi sempre omesso con i nomi astratti o collettivi (pensa che gioventù qua è tropo […] indipendente) con gli aggettivi possessivi e quantitativi (era mio compleano; tuta vita), con i toponimi (i parlava mia tanto de australia); con le parole inglesi (lavoro su ENQUIRIES);
- Gli aggettivi terminanti in -e vengono regolarizzati in -o e -a per il singolare (RUGBY […] THanTo gRando; una maestra […] diferenTa), in -e per i femminili plurali (Thante Thante più persone sono più distante);
- Le difficoltà incontrate nella concordare nome e aggettivo portano i parlanti italo-australiani a utilizzare il secondo elemento in forma maschile e singolare per entrambi i generi e i numeri (TanTo pace qua; qua è THanTo alberi) o a sostituirlo con un avverbio con funzione aggettivale (robe male);
- L'uso dei pronomi clitici si riduce fortemente (l'ultimo ano ho fato a BALMAIN), resistendo nelle forme italiane più cristallizzate (non lo so).

## L'insegnamento dell'italiano in Australia

### L'insegnamento dell'italiano nelle scuole australiane
Dagli anni Settanta, soprattutto per effetto della legge 3 marzo 1971, n. 153, è stato possibile l'apprendimento della lingua italiana nelle scuole australiane di ogni ordine e grado, nel quadro delle lingue comunitarie. Dal 2014 la lingua italiana e il mandarino sono state inserite come prime due lingue curriculari nelle scuole elementari e secondarie superiori

### L'insegnamento dell'italiano nelle università
Cattedre di Italianistica sono presenti in numerose università (fra cui la University of South Australia di Adelaide, la Sidney University, l'Australian National University, la University of Western Australia di Perth e la Griffith University di Brisbane).
Nell'anno accademico 2013/2014, il Ministero degli Affari Esteri ha assicurato la presenza di 32 lettori di ruolo e di 49 lettori locali in Asia e Oceania, ma purtroppo il dato non è stato reso disponibile per il solo continente oceanico.
Dall'indagine L'italiano nel mondo è emerso che, nell'anno accademico 2009-2010, in Australia sono stati attivati 104 corsi tenuti dai lettori del MAE ai quali hanno partecipato 1827 studenti.

### Istituti Italiani di Cultura
In Australia sono presenti due Istituti Italiani di Cultura, a Sydney e a Melbourne. Dai dati riportati dall'indagine Italiano 2000, promossa dal Ministero degli Affari Esteri e curata da Tullio De Mauro, è emerso che, nel 2000, gli studenti degli Istituti di Cultura in Australia erano raddoppiati rispetto al 1995 (IIC Melbourne, + 42,8%; IIC Sydney, + 54,4%).
Dall'indagine L'italiano nel mondo, condotta dieci anni dopo, è emerso che, nell'anno accademico 2009-2010, in Australia più di 500 studenti hanno partecipato ai corsi tenuti dagli IIC. A Sydney l'italiano viene studiato principalmente per ragioni turistiche; a Melbourne, accanto alle ragioni turistiche, hanno eguale importanza le motivazioni culturali.
A Sydney, tra lettorati e corsi dell'IIC, l'italiano è la seconda lingua straniera più studiata (alla pari con il francese), mentre occupa la terza posizione a Melbourne.

### Scuole italiane in Australia
L'unica Scuola Italiana all'Estero presente sul territorio australiano è la “Scuola italiana bilingue di Sydney”, istituto privato alle dipendenze del Consolato Generale di Sydney.

### Corsi offerti da altre istituzioni
Corsi di italiano sono offerti dai sei comitati della Società Dante Alighieri presenti in Australia, aventi sede nelle città di Sydney, Perth, Melbourne, Brisbane, Adelaide e Canberra.
Il  Comitato Assistenza Italiani (Co.As.It.) offre corsi di italiano nello stato del Nuovo Galles del Sud; la Marco Polo - The Italian School of Sydney, oltre ad offrire corsi per studenti in età scolare e per adulti, ha istituito il Museo della Divina Commedia per la promozione della lingua e della letteratura italiana; l'Italo-Australian Welfare & Culture Center (IAWCC) gestisce e coordina l'insegnamento dell'italiano nell'Australia Occidentale.